# Fatim Jawara
Fatim Jawara (13 tháng 3 năm 1997 – 27 tháng 10 năm 2016) là một cầu thủ bóng đá người Gambia từng chơi cho đội bóng đá quốc gia nữ Gambia và câu lạc bộ bóng đá nữ hàng đầu Gambian Red Scorpions FC. Năm 2012, cô đã chơi với tư cách là thủ môn thay thế tại World Cup FIFA U-17 Women's World Cup cho đội tuyển quốc gia U17. Cô đã mất khi cố vượt qua Biển Địa Trung Hải bằng thuyền đến Ý vào năm 2016.

## Sự nghiệp câu lạc bộ
Jawara chơi cho câu lạc bộ bóng đá nữ hàng đầu của Gambia, Red Scorpions FC, có trụ sở tại Serekunda. Cuối cùng cô đã trở thành thủ môn chính cho đội.

## Sự nghiệp quốc tế
Jawara đại diện cho Gambia trong các đội tuyển quốc gia U17 và đội tuyển chính. Cô được gọi vào đội bóng đá nữ U17 quốc gia của Gambia, xuất hiện lần đầu vào năm 2009 và tiếp tục thi đấu tại 2012 FIFA U-17 Women's World Cup tại Azerbaijan. Cô đã ra mắt cho đội tuyển bóng đá nữ quốc gia vào năm 2015 và đã bắt các quả đá phạt đền trong trận giao hữu với Glasgow Girls FC từ Đội bóng hạng nhất của Liên đoàn bóng đá nữ Scotland trong trận đấu.

## Cái chết
Vào tháng 2 năm 2016, Jawara rời quê hương Serrekunda tại Gambia và băng qua Sa mạc Sahara để Libya. Khi ở Libya, cô đã liên lạc với gia đình và thông báo với họ rằng cô sẽ tới châu Âu để tìm kiếm một vị trí chơi cho một câu lạc bộ lớn ở châu Âu.
Vào cuối tháng 10 năm 2016, cô đã cố gắng trốn vào châu Âu bằng cách đi du lịch với những người khác trên hai chiếc thuyền qua Biển Địa Trung Hải, hướng tới hòn đảo Lampedusa, Ý. Do một cơn bão nghiêm trọng, thuyền của họ bị chìm và Jawara bị chết đuối. Cô mất khi 19 tuổi
Sự mất tích của cô lần đầu tiên được chú ý khi đội tuyển quốc gia dự định chơi Casa Sports F.C. từ Sénégal như một phần của lễ hội để tôn vinh bóng đá nữ. Vài ngày sau vụ tai nạn, gia đình cô đã được người đại diện liên lạc để thông báo với họ rằng chiếc thuyền bị lật, và cô đã bị chết đuối.

### Phản ứng trước cái chết
Lamin Kaba Bajo, Chủ tịch của Liên đoàn bóng đá Gambia, cho biết "Chúng tôi đang đau buồn vào lúc này vì đây là một mất mát lớn cho đội bóng đá quốc gia và đất nước."